# Preißhof
Preißhof ist ein Ortsteil der Gemeinde Weiding im Oberpfälzer Landkreis Schwandorf in Bayern.

## Geographische Lage
Die zehn Gebäude des Weilers Preißhof liegen auf der Hochfläche zwischen Schönsee und Weiding an der Staatsstraße 2154.

## Geschichte
Die erste Erwähnung von Preißhof aus dem Jahr 1806: Nach dem Brand von 1746 in Weiding wurden die Häuser, die vorher auf Pfarrgrund gestanden hatten, nach Preißhof verlegt. Nach einem Unwetter in der Nacht vom 29. auf den 30. April 1865 wurde eine Geldsammlung zur Beseitigung der entstandenen Schäden gemacht. Von diesem Geld wurde u. a. der Gemeindeverbindungsweg Preißhof-Muggenthal wieder instand gesetzt.
Zum Stichtag 23. März 1913 (Osterfest) wurde Preißhof als Teil der Pfarrei Weiding mit 4 Häusern und 18 Einwohnern aufgeführt.
Am 31. Dezember 1990 hatte Preißhof 33 Einwohner und gehörte zur Pfarrei Weiding.

## Kultur und Sehenswürdigkeiten

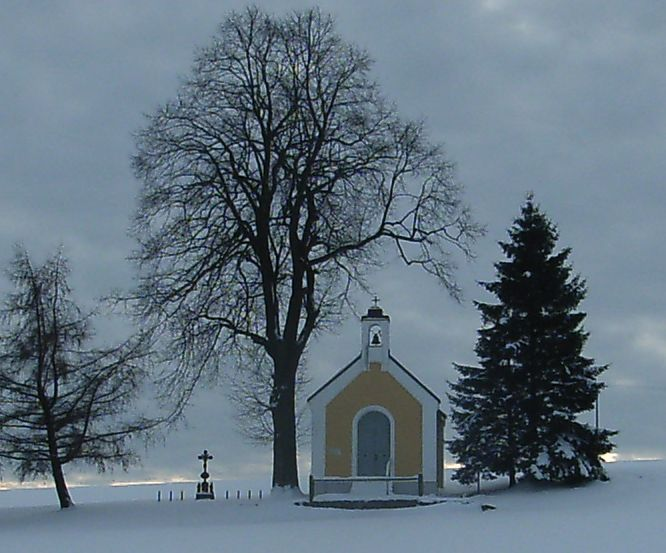
Setterlkapelle (2012)

Zwischen Preißhof und Weiding, oberhalb der Staatsstraße 2154 steht die 1871 aus Bruchsteinen erbaute Setterlkapelle.